# Oostdijk (Zuid-Holland)
Oostdijk is een buurtschap aan de kop van het eiland Goeree-Overflakkee, in de Nederlandse provincie Zuid-Holland. Ingeklemd tussen het natuurgebied Kwade Hoek en de polder voor Goedereede. Hier woonden in vroeger tijden de dagloners die na de oogsttijd geen werk meer hadden en hun kost verdienden met stroperij, jutten en kleinschalige akkerbouw. Kerkelijk behoort de buurtschap tot Goedereede, burgerlijk heeft het altijd tot Ouddorp behoord.
Een bekend bouwwerk in Oostdijk is de monumentale boerderij Zeezicht uit 1672. 

## School
De openbare school Nummer 2 in de Oostdijk was een tweemansschool. De kinderen woonden twee tot drie kilometer verwijderd van het dorp Ouddorp, dus de aanwezigheid van de school in de Oostdijk was een goede oplossing. Door een te lage bezetting is de school echter na de Tweede Wereldoorlog opgeheven. In de oorlog gingen er nog wel leerlingen uit Ouddorp op de fiets naar de Oostdijk, omdat de lokalen waar zij les ontvingen waren gevorderd. In de school was later (inmiddels verdwenen) Motel Oostduin gevestigd. 

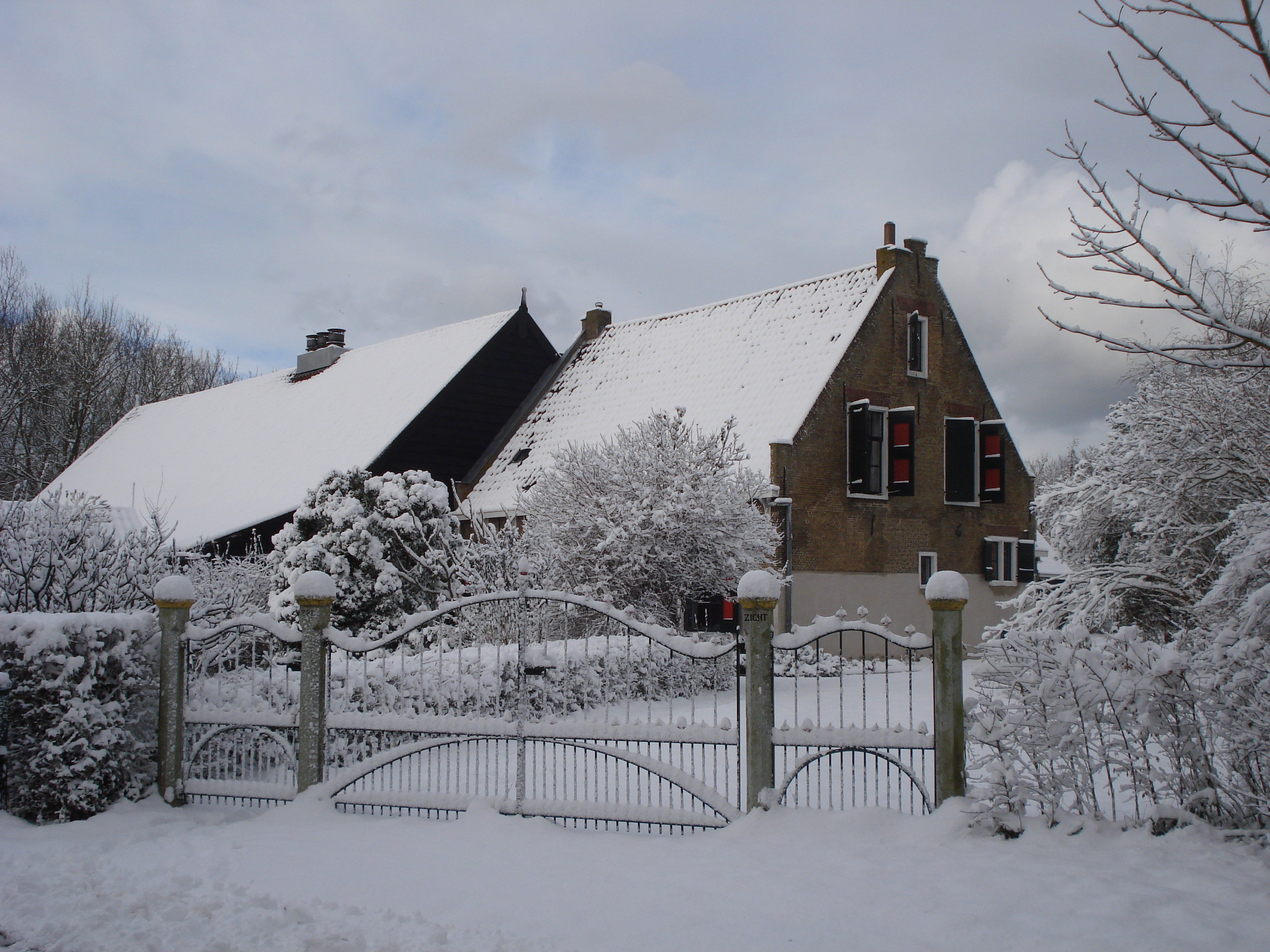
Boerderij Zeezicht in 2010

Stad: Goedereede

Dorpen: Achthuizen · Den Bommel · Dirksland · Havenhoofd · Herkingen ·  Melissant · Middelharnis · Nieuwe-Tonge · Ooltgensplaat · Ouddorp · Oude-Tonge · Sommelsdijk · Stad aan 't Haringvliet · Stellendam · Zuidzijde

Buurtschappen: Battenoord · Kranendijk · Langstraat · Oostdijk · Stoof · Visschershoek

Voormalige buurtschappen: Galatheesche Sluis·  Oudeland ·  Oudenieuwland ·  Rustburg ·  Scheerhoek

Zuid-Holland: Steden en dorpen      Nederland: Provincies · Gemeenten